# 矢松亜由美
矢松亜由美（やまつ あゆみ、1979年12月13日 - ）は、日本の元ファッションモデル、元女優である。
鹿児島県出身。オスカープロモーションに所属していた。日出女子学園高校卒業。

## 来歴・人物
ファッション雑誌やテレビCM等のトップモデルとして活躍し、2004年から本格的に女優業に進出。2005年10月から朝日放送で放映された深夜ドラマ『夢縁坂骨董店』のヒロイン役で、大阪ローカル番組ながらも主演デビューを果たした。
吹奏楽部の一員として老人ホームを慰問に行った時にスカウトされたのが、芸能界デビューのきっかけである。
2012年に入籍し、2013年12月1日に披露宴を挙げた。現在は大阪へ移住し一児の母となっている。
事務所の同僚の田丸麻紀や小林明実とはmc Sister時代からの親友で、今でも仲が良い。

## 出演

### バラエティ
- あゝ極楽！湯けむりパチンコ旅（MONDO21）

### テレビドラマ
- マッチポイント!（2000年、NHK）
- 夢縁坂骨董店（2005年、朝日放送）主演・秘美子役
- 新春ワイド時代劇 天下騒乱〜徳川三代の陰謀（2006年、テレビ東京）雪虫役
- ブスの瞳に恋してる（2006年、フジテレビ）佐藤一恵役
- 逃亡者 おりん（2007年、テレビ東京）乙音役
- 月曜ゴールデン 十津川警部シリーズ38「愛と悲しみの墓標」
- 水曜ミステリー9 「女かけこみ寺 刑事・大石水穂2」（2009年） ‐ 星空ひかる
- 未解決事件 File.02 実録・オウム真理教（2012年、NHK）- モデルの女性役

### 映画
- KOKKURI こっくりさん（1997年、日活）主演 - 水輪未央 役
- 秘密潜入捜査官 ハニー&バニー（2007年） - 菊田ひばり 役
- GOEMON（2009年） - 玄武役

### 舞台
- 民宿チャーチの熱い夜7（2009年、タイニイアリス）
- 劇団Aries33「THE LAST MITTYON」（2011年、高円寺・明石スタジオ）[6]

### CM
- サッポロビール飲料『鉄観音茶』（1995年）
- シャープ『ポケットMD』（1995年）
- ホンダ『ラクーン』（1996年）
- アサヒビール飲料『イタリアンレモン』（1996年）
- 資生堂 『Do&Be』（1996年）
- ミニストップ『ハロハロ、カリカリ』（1996年）

### 雑誌
- mcSister（婦人画報社） 専属モデル（1994年）
- CanCam（小学館）専属モデル（1998年）